# Anoia (Italie)
Pour les articles homonymes, voir Anoia.
Anoia est une commune de la province de Reggio de Calabre dans la région Calabre en Italie.

## Administration
| Période                                  | Période | Identité | Étiquette | Qualité |
| ---------------------------------------- | ------- | -------- | --------- | ------- |
|                                          |         |          |           |         |
| Les données manquantes sont à compléter. |         |          |           |         |

### Hameaux
Anoia Superiore, Anoia Inferiore

### Communes limitrophes
Cinquefrondi, Feroleto della Chiesa, Giffone, Maropati, Melicucco, Polistena